# قطره گوش

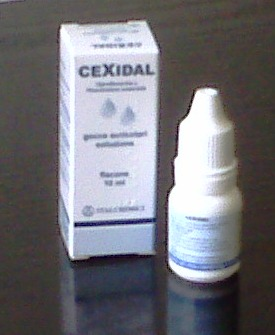
قطره گوش سیپروفلوکساسین

قطره گوش نوعی دارو است که برای درمان یا جلوگیری از عفونت گوش، به ویژه عفونت گوش خارجی و مجرای گوش استفاده می‌شود. همچنین برای کمک به حذف موم گوش استفاده می‌شود. این دارو برای درمان کوتاه مدت استفاده می‌شود و می‌توان آن را بدون نسخه یا با نسخه خریداری کرد.

## انواع متداول قطره گوش
- مواد شوینده حاوی اسید برای تجزیه موم گوش
- محلول‌های الکل و استیک اسید برای گوش شناگران
- آنتی‌بیوتیک‌ها برای درمان عفونت‌های باکتریایی
- داروهای بیهوشی که به بی‌حسی گوش کمک می‌کند